# Черногнёздная салангана
Черногнёздная салангана (лат. Aerodramus maximus) — вид птиц семейства стрижиных.

## Описание
Стриж размером выше среднего, длина тела составляет 12—14 см, самым маленьким подвидом является A. m. tichelmani. Оперение сверху и по бокам блестящее чёрно-коричневое, бока иногда сероватые. Оперение снизу серое, с бледным горлом, более темной грудью и совсем тёмными животом и подхвостьем. Самые тёмные бока у подвида A. m. lowi. Хвост вильчатый, неглубокий.
В среднем черногнёздная салангана крупнее Aerodramus salangana и саланганы-водорослееда (Aerodramus fuciphagus). Для него характерен менее вильчатый хвост и более густое оперение груди по сравнению с гималайской саланганой (Aerodramus brevirostris).
Подвиды A. m. maximus и A. m. lowi способны к эхолокации, информация о подвиде A. m. tichelmani отсутствует. В гнездовых колониях птицы издают пронзительные звуковые сигналы и бормотания. По наблюдениям, они громче саланганы-водорослееда.

## Распространение
Черногнёздные саланганы обитают на полуострове Малакка и на Больших Зондских островах. Площадь ареала составляет 4 580 000 км² и включает территорию таких стран как Бруней, Индонезия, Малайзия, Мьянма, Таиланд, Вьетнам и Сингапур, случайные птицы долетают до Филиппин. На полуострове Малакка и во Вьетнаме птицы встречаются редко, но широко представлены в других частях ареала. Во Вьетнаме птицы встречаются только на островах у побережья провинции Кханьхоа. Впервые они были отмечены в 1981 году, а в 1994 году было обнаружено 65 гнёзд. Данный вид обитает как в низинах, так и на высокогорных участках. Гнездовые колонии могут соседствовать с густым лесом.
Популяция черногнёздных саланган сокращается. В частности, в пещерах Ниах было зафиксировано полтора миллиона пар в 1959 году и только 150—298 тысяч птиц в начале 1990-х. Несмотря на это, Международный союз охраны природы относит черногнёздных саланган к видам, вызывающим наименьшие опасения.
Птицы ведут оседлый образ жизни, но на острове Палаван в сентябре 1987 года были зафиксированы кочёвки.
Ареалы подвидов A. m. lowi и A .m. maximus пересекаются в западной части острова Ява.

## Питание
Исследования в национальном парке Ниах показали, что рацион черногнёздной саланганы включает 14 семейств и подсемейств насекомых с преобладанием муравьёв, термитов и некоторых жуков, образующих скопления в воздухе. Представители данного вида в среднем питается выше и дольше, чем обитающие на той же территории Aerodramus salangana, они также дальше отлетают от гнезда.
Черногнёздная салангана наиболее активна в сумерках, возможно питается и в темноте, вслед за активностью некоторых термитов и муравьёв. Птицы любят собираться в стаи, в том числе с представителями Aerodramus salangana.

## Размножение
В национальном парке Ниах сезон размножения продолжается с сентября по апрель. Птицы откладывают яйца в начале марта на архипелаге Мьей в Мьянме, в апреле на полуострове Малакка и на Суматре.
Черногнёздная салангана колониальная птица, часто делит пещеры с другими стрижами — Aerodramus fuciphagus, Aerodramus salangana и Collocalia esculenta. Строит гнёзда в пещерах выше уровня прилива с помощью слюны и собственного оперения. Строительство гнезда может продолжаться от 35 до 127 дней, и даже выше.
Кладка состоит из одного яйца, которое могут высиживать оба родителя. При этом родители не меняются, но могут сделать вторую кладку. Инкубационный период составляет 24—32 дня. Ещё 52—65 дней родители ухаживают за птенцом в гнезде, занимаясь кормлением крайне редко. Известно о кормлении один или два раза за сутки, при этом в первом случае птенец умер. Вероятность успеха кладки составляет 17 %, то есть в каждой кладке в среднем выживает 0,2 птенца.

## Систематика
Вид впервые был описан английским колониальным чиновником и орнитологом Алланом Октавианом Юмом в 1878 года на основе экземпляра, полученного на острове Тенассерим архипелага Мьей в Мьянме. Первоначально получил название Collocalia maxima, однако под этим же именем в то время был известен Aerodramus brevirostris innominatus. В связи с этим данный таксон долгое время назывался Collocalia lowi, а северный подвид, который в настоящее время носит это имя — C. l. robinsoni. Некоторые учёные относят к данному виду Aerodramus vulcanorum и Aerodramus vanikorensis palawanensis. В 2014 году del Hoyo и Collar отнесли его к роду Aerodramus, при этом Collocalia maxima продолжает оставаться синонимом основному названию таксона.
В настоящее время птица относится к роду Aerodramus семейства стрижиных. Различают три подвида:
- A. m. maximus (Hume, 1878) — от южной Мьянмы до полуострова Малакка, юго-восточный Вьетнам и западная часть острова Ява.
- A. m. lowi (Sharpe, 1879) — Суматра и малые острова к западу от неё, северная, западная и южная часть острова Калимантан, остров Лабуан, западная часть острова Ява.
- A. m. tichelmani (Stresemann, 1926) — на юго-восточная часть острова Калимантан.